# Who Says (canción de John Mayer)
«Who says» es el decimotercer sencillo lanzado por el cantautor estadounidense John Mayer, y el primero en ser lanzado de su cuarto álbum de estudio, Battle Studies. Es el primer lanzamiento de Mayer registrado desde "Say" en 2007. El 25 de septiembre de 2009, "Who Says" fue lanzado en el sitio web oficial de John Mayer.

## Video musical
El video musical muestra imágenes de Mayer en discotecas y restaurantes por la noche en tiempo vinculado con escenas de él solo en su apartamento, limpiando y practicando con su guitarra. Tomando como referencia el vídeo, para una pregunta que hizo Leah Greenblatt de Entertainment Weekly: "¿Quién dice que la vida de una estrella de rock - Sequitos sexys, fiestas nocturnas en la piscina, las cosas núbiles de un joven que baila en banquetas - es solo una máscara para el aburrimiento acústico? John Mayer, le dio al vídeo una "B".

## Personal
- John Mayer – voz, guitarras, producción
- Steve Jordan – tambores, producción
- Pino Palladino – bajo
- Ian McLagan – órgano de bomba, celesta